# Répáspuszta megállóhely
Répáspuszta megállóhely egy Somogy vármegyei vasúti megállóhely Kaposvár egyik északi városrésze, a névadó Répáspuszta délkeleti szélén, a MÁV üzemeltetésében.
A 6505-ös út szintbeli vasúti keresztezésétől néhány száz méterre északra helyezkedik el, közúti elérését a répáspusztai bekötőút biztosítja, mely korábban országos közútként a 65 304-es útszámozást viselte, egy ideje azonban már önkormányzati útnak minősül.

## Vasútvonalak
A megállóhelyet az alábbi vasútvonalak érintik:
- Kaposvár–Siófok-vasútvonal

## Kapcsolódó állomások
A megállóhelyhez az alábbi állomások vannak a legközelebb:
- Somogyaszaló megállóhely (Kaposvár–Siófok-vasútvonal)
- Toponár megállóhely (Kaposvár–Siófok-vasútvonal)

## Forgalom
| Járat        | Útvonal | Gyakoriság |
| ------------ | --- | ---------- |
| személyvonat | Siófok – Sióvölgy – Siójut – Ádánd – Som-Nagyberény – Daránypuszta – Bábonymegyer – Tab – Kapoly – Somogymeggyes – Karád – Andocs – Bonnya – Kisbárapáti – Felsőmocsolád – Mernye – Somodor – Somogyaszaló – Répáspuszta – Toponár – Kaposszentjakab – Kaposvár | Napi 3 pár |
| személyvonat | Kisbárapáti – Felsőmocsolád – Mernye – Somodor – Somogyaszaló – Répáspuszta – Toponár – Kaposszentjakab – Kaposvár | Napi 2 pár |
| személyvonat | (Karád → Andocs → Bonnya → Kisbárapáti →) Felsőmocsolád – Mernye – Somodor – Somogyaszaló – Répáspuszta – Toponár – Kaposszentjakab – Kaposvár | Napi 2 pár |
| személyvonat | Tab – Kapoly – Somogymeggyes – Karád – Andocs – Bonnya – Kisbárapáti – Felsőmocsolád – Mernye – Somodor – Somogyaszaló – Répáspuszta – Toponár – Kaposszentjakab – Kaposvár                                                                                     | Napi 1 pár |